# Ла Бјанка (Рим)
Ла Бјанка је насеље у Италији у округу Рим, региону Лацио.
Према процени из 2011. у насељу је живело 390 становника. Насеље се налази на надморској висини од 510 м.